# Релятивистская струя
Релятиви́стские стру́и, дже́ты (англ. Relativistic jet) — струи плазмы, вырывающиеся из центров (ядер) таких астрономических объектов, как активные галактики, квазары и радиогалактики. Впервые такая струя была обнаружена в 1918 году.
Обычно у объекта наблюдается две струи, направленные в противоположные стороны.

## Причины возникновения
На настоящий момент релятивистские струи остаются недостаточно изученным явлением. Причиной появления таких струй часто является взаимодействие магнитных полей с аккреционным диском вокруг чёрной дыры или нейтронной звезды.

## Наблюдения и изучение
Первым такую струю обнаружил астроном Гебер Кёртис в 1918 году.
Позже физик Стивен Хокинг сумел доказать, что такие выбросы происходят из гипотетических чёрных дыр.
Зафиксировано достижение подобной струи Земли  — событие AT2022cmc, зафиксированное в начале 2022 года, по параметрам больше всего похожее на так называемое событие приливного разрушения (TDE) с релятивистскими струями.

### Джеты и сверхсветовое движение
При наблюдении перемещения релятивистской струи на небесной сфере может возникнуть иллюзия движения со сверхсветовой скоростью. Однако возможно объяснение этого эффекта без нарушения принципов теории относительности.
Первое теоретическое обоснование этого явления было дано английским астрофизиком Мартином Рисом в 1966 году. Представим, что имеется выброс (струя) вещества из центра некоторого источника, движущийся с некоторой достаточно большой (но, естественно, досветовой) скоростью под тупым углом к лучу зрения (то есть более или менее в сторону наблюдателя). Для простоты будем считать центр объекта неподвижным относительно наблюдателя. Принимаемый сигнал от более близких к наблюдателю частей струи испускается в более поздние моменты времени, по сравнению с сигналом из неподвижного центра. Следовательно, измеряемая наблюдателем проекция скорости на картинную плоскость (то есть плоскость, перпендикулярную к лучу зрения) будет больше скорости, вычисляемой, когда ближняя часть струи и центр наблюдаются в один и тот же момент времени. При особенно удачной ориентации видимая скорость становится в {\displaystyle \gamma =1/{\sqrt {1-(v/c)^{2}\,}}} (лоренц-фактор) раз больше истинной скорости движения v. В ряде случаев наблюдается лоренц-фактор порядка 10. Сверхсветовые источники, таким образом, являются доказательством существования релятивистских выбросов из ядер галактик и квазаров. Наблюдения методом радиоинтерферометрии со сверхдлинными базами показали, что сверхсветовое движение компонент[уточнить] очень типично для этих объектов.
При самых первых попытках объяснения сверхсветового движения с помощью релятивистского направленного потока частиц возникло осложнение: удивительно большая доля компактных источников показывала сверхсветовое движение, в то время как на основании простых геометрических доводов получалось, что только несколько процентов таких объектов должно быть случайно ориентировано почти вдоль линии зрения. Присутствие симметричных протяжённых радиокомпонент предполагало, что они обеспечивались энергией от центрального источника двух симметричных лучей. Но трудно сравнить светимость приближающейся и удаляющейся (или даже стационарной) компонент. Это очевидное различие обычно обсуждается в контексте модели с двойным истечением, когда излучение из ядра рассматривается как стационарная точка, где приближающийся релятивистский поток становится непрозрачным. Сверхсветовое движение наблюдается между этой стационарной точкой в сопле и движущимися волновыми фронтами или другими неоднородностями в выходящем релятивистском потоке.
Так называемые унифицированные модели, которые интерпретируют разнообразие наблюдаемых свойств как простые геометрические эффекты, оказались лишь частично успешными. В своей простейшей форме модели релятивистского прохождения лучей объясняют наблюдаемые отношения между кажущейся скоростью и доплеровским усилением светимости. 
Обсуждение сосредоточилось на природе объектов вне струи или родительской популяции. Считали, что радиогромкие квазары — это доплеровски усиленное подмножество гораздо большего числа оптически наблюдаемых квазаров, а в работе компактные источники рассматриваются как доплеровски усиленные компоненты протяжённых радиоисточников. Однако тщательные наблюдения радиоядер и выбросов не совместимы полностью с эффектами, ожидаемыми по простым моделям релятивистского выброса.
Компактные сверхсветовые выбросы всегда следуют в том же самом направлении, что и более протяжённые выбросы, включая, в некоторых случаях (напр., 3C 273 и M87), оптические выбросы. Таким образом, для толкования появления компактных выбросов, с одной стороны, как результата различного доплеровского усиления двустороннего по природе своей релятивистского потока, очевидно, необходимо, чтобы крупномасштабные струи тоже двигались с релятивистской скоростью. Это выглядело бы весьма странным, так как трудно представить, как релятивистский поток может продолжать движение без изменений до нескольких килопарсек в сторону от центра движения. Однако измерения фарадеевского вращения плоскости поляризации разных деталей протяжённых радиоисточников показывают, что наименьшее вращение наблюдается со стороны с выбросом, как и предполагалось, если струя видна только на ближайшей стороне за счёт дифференциального доплеровского усиления.
В радиогалактике 3C 120 имеется также более прямое наблюдательное подтверждение того, что релятивистский поток продолжается, по меньшей мере, на несколько килопарсек в сторону от ядра. Дальнейшее осложнение связывается с очевидным распространением свойств от радио- к инфракрасному, оптическому и более высокоэнергетическим диапазонам электромагнитного спектра. Если светимость и морфология радиоисточников — это, прежде всего, результат объёмного релятивистского движения и ориентации, а не собственные свойства, то наблюдаемые характеристики на других длинах волн должны интерпретироваться аналогично. Но квазары с иначе направленными струями должны, тем не менее, иметь яркие линии собственного излучения в присутствии слабого континуума, а такие «голые» квазары не наблюдаются. Более того, неясно, как досветовые источники или источники, включающие и стационарные и сверхсветовые источники, вписываются в эту простую схему.
Толкование релятивистского излучения также ставится под сомнение чрезвычайными свойствами ядер. Американский астроном Хэлтон Арп подчеркнул, что вряд ли вероятно, что уникальный объект 3С 120 просто случайно оказался правильно ориентированным, чтобы продемонстрировать сверхсветовое движение.
Аналогично уникален 3C 273; это ярчайший на небе квазар, на любых длинах волн. Априорная вероятность того, что этот уникальный объект правильно ориентирован вдоль линии зрения, чтобы наблюдалось сверхсветовое движение, мала, разве что, конечно, светимость в оптическом, инфракрасном, рентгеновском, и гамма-диапазонах также подвергается доплеровскому усилению. Но 3С 273 уникален даже по интенсивности своих линий эмиссии, и трудно вообразить сценарии, которые разрешили бы, чтобы эмиссия линий усиливалась объёмным релятивистским движением.
В связи со всем вышеизложенным, проблемы с наблюдением сверхсветовых скоростей в астрономии полностью ещё не разрешены.